# Ousmane Camara (calciatore 2006)
Ousmane Camara (Sabalibougou, 1º gennaio 2006) è un calciatore burkinabé, attaccante dell'Auda Ķekava in prestito dal Riga FC e della nazionale burkinabé.

## Carriera

### Club
Auda è cresciuto nel settore giovanile del Rahimo ed ha giocato debuttato in prima squadra nel 2022. Nell'ottobre del 2023 è stato inserito nella lista dei migliori sessanta calciatori nati dopo il 2006 stilata da The Guardian.
Il 10 gennaio 2024 è stato acquistato dal Riga FC, club della prima divisione lettone, e poche settimane dopo è stato ceduto in prestito all'Auda Ķekava, altro club militante nel medesimo torneo, con cui ha debuttato nel calcio europeo l'8 marzo nell'incontro di Virslīga perso 2-1 contro il RFS Riga.
Nell'estate del 2024 con il club lettone ha giocato anche 5 partite nei turni preliminari di Conference League.

### Nazionale
Ha giocato nella nazionale burkinabé Under-17.
Nell'agosto del 2024 ha ricevuto la prima convocazione con la nazionale maggiore burkinabé ed il 6 settembre ha esordito nell'incontro di qualificazione per la Coppa d'Africa 2025 pareggiato 1-1 contro il Senegal.

## Statistiche

### Presenze e reti nei club
Statistiche aggiornate al 5 settembre 2024.
| Stagione        | Squadra         | Campionato      | Campionato | Campionato | Coppe nazionali | Coppe nazionali | Coppe nazionali | Coppe continentali | Coppe continentali | Coppe continentali | Altre coppe | Altre coppe | Altre coppe | Totale | Totale | Totale |
| Stagione        | Squadra         | Comp            | Pres       | Reti       | Comp            | Pres            | Reti            | Comp               | Pres               | Reti               | Comp        | Pres        | Reti        | Pres   | Reti   |        |
| --------------- | --------------- | --------------- | ---------- | ---------- | --------------- | --------------- | --------------- | ------------------ | ------------------ | ------------------ | ----------- | ----------- | ----------- | ------ | ------ | ------ |
| 2024            | Auda Ķekava     | VL              | 17         | 3          | CL              | 2               | 0               | UECL               | 5                  | 0                  | -           | -           | -           | 24     | 3      |        |
| Totale carriera | Totale carriera | Totale carriera | 17         | 3          |                 | 2               | 0               |                    | 5                  | 0                  |             | -           | -           | 24     | 3      |        |

### Cronologia presenze e reti in nazionale
| Cronologia completa delle presenze e delle reti in nazionale ― Burkina Faso | Cronologia completa delle presenze e delle reti in nazionale ― Burkina Faso | Cronologia completa delle presenze e delle reti in nazionale ― Burkina Faso | Cronologia completa delle presenze e delle reti in nazionale ― Burkina Faso | Cronologia completa delle presenze e delle reti in nazionale ― Burkina Faso | Cronologia completa delle presenze e delle reti in nazionale ― Burkina Faso | Cronologia completa delle presenze e delle reti in nazionale ― Burkina Faso | Cronologia completa delle presenze e delle reti in nazionale ― Burkina Faso |
| Data                                                                        | Città                                                                       | In casa                                                                     | Risultato                                                                   | Ospiti                                                                      | Competizione                                                                | Reti                                                                        | Note                                                                        |
| --------------------------------------------------------------------------- | --------------------------------------------------------------------------- | --------------------------------------------------------------------------- | --------------------------------------------------------------------------- | --------------------------------------------------------------------------- | --------------------------------------------------------------------------- | --------------------------------------------------------------------------- | --------------------------------------------------------------------------- |
| 6-9-2024                                                                    | Diamniadio                                                                  | Senegal                                                                     | 1 – 1                                                                       | Burkina Faso                                                                | Qual. Coppa d'Africa 2025                                                   | -                                                                           | 46’                                                                         |
| 10-9-2024                                                                   | Bamako                                                                      | Burkina Faso                                                                | 3 – 1                                                                       | Malawi                                                                      | Qual. Coppa d'Africa 2025                                                   | -                                                                           | 56’                                                                         |
| 10-10-2024                                                                  | Abidjan                                                                     | Burkina Faso                                                                | 4 – 1                                                                       | Burundi                                                                     | Qual. Coppa d'Africa 2025                                                   | -                                                                           | 78’                                                                         |
| 14-11-2024                                                                  | Bamako                                                                      | Burkina Faso                                                                | 0 – 1                                                                       | Senegal                                                                     | Qual. Coppa d'Africa 2025                                                   | -                                                                           | 64’                                                                         |
| 18-11-2024                                                                  | Lilongwe                                                                    | Malawi                                                                      | 3 – 0                                                                       | Burkina Faso                                                                | Qual. Coppa d'Africa 2025                                                   | -                                                                           | 46’                                                                         |
| Totale                                                                      |                                                                             | Presenze                                                                    | 5                                                                           |                                                                             | Reti                                                                        | 0                                                                           |                                                                             |